# モンテフェッランテ
モンテフェッランテ（イタリア語: Monteferrante）は、イタリア共和国アブルッツォ州キエーティ県にある、人口約100人の基礎自治体（コムーネ）。

## 地理

### 位置・広がり

#### 隣接コムーネ
隣接するコムーネは以下の通り。
- カスティリオーネ・メッセール・マリーノ
- コッレディメッツォ
- モンタッツォリ
- ピエトラフェッラッツァーナ
- ローイオ・デル・サングロ
- ヴィッラ・サンタ・マリーア